# Saint-Michel-Escalus
Saint-Michel-Escalus település Franciaországban, Landes megyében. Lakosainak száma 324 fő (2022. január 1.). Saint-Michel-Escalus Castets, Léon, Linxe és Vielle-Saint-Girons községekkel határos.

## Népesség
A település népessége az elmúlt években az alábbi módon változott:
| Lakosok száma | 161  | 134  | 161  | 274  | 295  | 292  | 305  | 311  | 316  | 324  |
|               | 1968 | 1982 | 1990 | 2006 | 2013 | 2015 | 2017 | 2019 | 2020 | 2022 |